# Hasan Ali Kaldırım
Hasan Ali Kaldırım (* 9. Dezember 1989 in Neuwied) ist ein türkischer Fußballspieler. Der linke Außenverteidiger wuchs in Deutschland auf und besitzt auch die deutsche Staatsangehörigkeit. Kaldırım steht bei Kayserispor unter Vertrag und bestritt 35 Länderspiele als türkischer Nationalspieler.

## Persönliches
Kaldırım wurde als Sohn türkischer Einwanderer aus Senirkent bei Isparta in der rheinland-pfälzischen Stadt Neuwied geboren. Beide Elternteile waren als Fabrikarbeiter tätig, sodass er gemeinsam mit seinem Bruder und einer Schwester im benachbarten Rheinbrohl auch bei den Großeltern mütterlicherseits aufwuchs. Sein 1992 geborener Bruder Cemal stand zwischen 2011 und 2013 bei Bursaspor unter Vertrag, kam jedoch ausschließlich in der zweiten Mannschaft zum Einsatz und wechselte anschließend in den deutschen Amateurbereich. Hasan Ali Kaldırım war bis 2020 verheiratet.

## Karriere

### Vereine

#### Jugendzeit in Rheinland-Pfalz (1993–2009)
Im Alter von drei Jahren begann Hasan Ali Kaldırım mit dem Fußballspielen, seit 1995 spielte er in den Jugendmannschaften des FV Rheinbrohl. Anschließend spielte Kaldırım zwei Jahre lang bei der TuS Koblenz, ehe er sich dem 1. FC Kaiserslautern anschloss und am 26. November 2006 für die Pfälzer im Spiel gegen Wacker Burghausen (2:1) sein Debüt in der A-Junioren-Bundesliga gab. Als zweitplatzierte Mannschaft der Staffel Süd/Südwest qualifizierte sich Kaiserslautern für die Endrunde um die deutsche A-Junioren-Meisterschaft, bei der Kaldırım in beiden Halbfinalbegegnungen zum Einsatz kam. Bis Sommer 2008 bestritt der Verteidiger insgesamt 26 Spiele in der A-Junioren-Bundesliga und erzielte dabei vier Treffer. Am 4. April 2008 debütierte Kaldırım gegen die SpVgg EGC Wirges (3:0) für die in der viertklassigen Oberliga Südwest spielende zweite Mannschaft des 1. FC Kaiserslautern. Als Stammspieler bestritt er für das Team zehn Oberligaspiele (ein Tor) sowie 33 Partien in der Regionalliga West (ein Tor), für die in der 1. Bundesliga spielende erste Mannschaft der „roten Teufel“ wurde Kaldırım jedoch nur in wenigen Testspielen im Juli 2008 eingesetzt.
Nach zwei Treffern in 43 Spielen transferierte ihn der Verein im Sommer 2009 zum 1. FSV Mainz 05, für dessen Zweite Mannschaft er ein Tor in 19 Partien erzielte.

#### Kayserispor (2010–2012)
Am 12. Januar 2010 unterschrieb Kaldırım einen Zweieinhalbjahresvertrag beim türkischen Erstligisten Kayserispor. Vier Wochen später, am 6. Februar 2010, bestritt er beim 0:0 gegen Galatasaray Istanbul im Alter von 20 Jahren und 59 Tagen sein erstes Spiel in der Süper Lig, als er in der 65. Minute für Gökhan Emreciksin eingewechselt wurde. Zwischen August 2010 und April 2012 wurde Kaldırım als Stammspieler in der linken Außenverteidigung der Mannschaft eingesetzt. Im Juli 2011 verlängerte der Verein den Vertrag Kaldırıms bis zum 31. Mai 2015.

#### Fenerbahçe Istanbul (2012–2020)
Nach drei Jahren bei Kayserispor unterschrieb Kaldırım am 18. Juni 2012 einen Vierjahresvertrag bei Ligakonkurrent Fenerbahçe Istanbul; die Ablösesumme lag bei umgerechnet 3,75 Millionen Euro. Am 16. Dezember 2012 erzielte Kaldırım bei der 1:2-Niederlage im Interkontinentalen Derby gegen Galatasaray Istanbul im 87. Spiel seinen ersten Süper-Lig-Treffer.
Zur Rückrunde der Saison 2012/13 wurde Kaldırım durch den von Juventus Turin ausgeliehenen Reto Ziegler aus der Stammelf verdrängt und kam fortan seltener zum Einsatz. In der Sommerpause 2013 machte Caner Erkin mit guten Leistungen als linker Außenverteidiger auf sich aufmerksam, die er als bester Vorlagengeber der Mannschaft bestätigen konnte. Kaldırım blieb damit weiterhin Ersatzspieler und brachte es während der gesamten Saison auf lediglich vier Ligaeinsätze.

#### Istanbul Başakşehir
Im August 2020 wechselte Kaldırım ablösefrei zum amtierenden türkischen Meister Istanbul Başakşehir FK und unterschrieb dort einen Dreijahresvertrag.

### Nationalmannschaft
Am 14. Februar 2008 bestritt Kaldırım sein erstes Länderspiel für eine türkische Juniorenauswahl: Beim 1:0-Sieg über Russland erzielte er für die U-19-Nationalmannschaft der Türkei das entscheidende Tor. Im November 2008 kam er zu zwei Einsätzen in der U-20-Auswahl, zwischen Februar 2009 und September 2009 bestritt er sieben Spiele für die U-21-Nationalmannschaft. 2011 wurde Kaldırım erstmals in die B-Nationalmannschaft der Republik berufen und kam dort bisher zu zwei Einsätzen. Am 29. Februar 2012 kam der Abwehrspieler unter Nationaltrainer Abdullah Avcı zu seinem ersten Einsatz in der türkischen A-Nationalmannschaft, als er im Spiel gegen die Slowakei (1:2) in der 79. Minute für Caner Erkin eingewechselt wurde.

## Statistik und Erfolge

### Spielstatistiken
| Saison                          | Verein                          | Liga | Liga | Pokal | Pokal | Europa | Europa |
| Saison                          | Verein                          | S    | T    | S     | T     | S      | T      |
| ------------------------------- | ------------------------------- | ---- | ---- | ----- | ----- | ------ | ------ |
| 2007/08                         | 1. FC Kaiserslautern II         | 10   | 1    |       |       |        |        |
| 2008/09                         | 1. FC Kaiserslautern II         | 33   | 1    |       |       |        |        |
| 2009/10                         | 1. FSV Mainz 05 II              | 19   | 1    |       |       |        |        |
| 2009/10                         | Kayserispor                     | 6    | 0    |       |       |        |        |
| 2010/11                         | Kayserispor                     | 33   | 0    | 1     | 0     |        |        |
| 2011/12                         | Kayserispor                     | 33   | 0    | 3     | 0     |        |        |
| 2012/13                         | Fenerbahçe Istanbul             | 25   | 1    | 7     | 0     | 9      | 0      |
| 2013/14                         | Fenerbahçe Istanbul             | 4    | 0    | 1     | 0     |        |        |
| 2014/15                         | Fenerbahçe Istanbul             | 13   | 0    | 7     | 1     |        |        |
| 2015/16                         | Fenerbahçe Istanbul             | 26   | 1    | 6     | 0     | 6      | 0      |
| 2016/17                         | Fenerbahçe Istanbul             | 29   | 0    | 3     | 0     | 11     | 0      |
| 2017/18                         | Fenerbahçe Istanbul             | 24   | 1    | 9     | 1     | 3      | 0      |
| 2018/19                         | Fenerbahçe Istanbul             | 31   | 2    | 2     | 0     | 8      | 1      |
| 2019/20                         | Fenerbahçe Istanbul             | 11   | 0    | 1     | 0     |        |        |
| Gesamt (Stand: 28. August 2020) | Gesamt (Stand: 28. August 2020) | 297  | 8    | 40    | 2     | 37     | 1      |

### Erfolge und Auszeichnungen
- Europa-League-Halbfinalist: 2012/13
- Türkischer Meister: 2013/14
- Türkischer Vizemeister: 2012/13, 2014/15, 2015/16
- Türkischer Pokalsieger: 2012/13
- Türkischer Pokalfinalist: 2015/16